# Jagiellonia Białystok w sezonie 1930

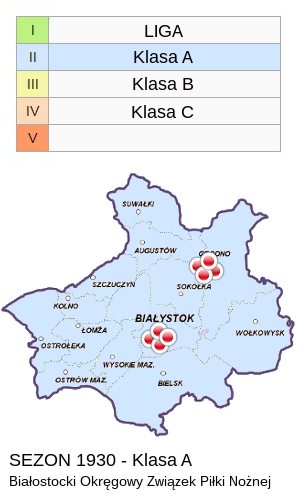
BOZPN - Zespoły występujące w Klasie A w sezonie 1930

Wojskowy Klub Sportowy 42 Pułku Piechoty w Białymstoku (protoplasta Jagiellonii Białystok) przystąpił do rozgrywek Klasy A (BOZPN).

## II poziom rozgrywek piłkarskich
Drugi rok po utworzeniu białostockiej klasy A, która w sezonie 1930 liczyła już 8 zespołów. Beniaminkami z klasy B grupy grodzieńskiej była drużyna Kraftu Grodno, z grupy białostockiej Jutrznia Białystok.
Wojskowi w tym sezonie odnieśli swój największy sukces w II RP wywalczając mistrzostwo okręgu oraz grając w eliminacjach o Ligę.

## Końcowa Tabela – Klasa A (Okręg białostocki)
| Lp. | Drużyna                     | M  | Z | R | P | Bramki | Bramki | Różn. | Pkt. | Uwagi        |
| --- | --------------------------- | -- | - | - | - | ------ | ------ | ----- | ---- | ------------ |
| 1   | WKS 42 PP Białystok (M) (B) | 14 |   |   |   |        |        |       |      | elim.do Ligi |
| 2   | ŻKS Białystok               | 14 |   |   |   |        |        |       |      |              |
| 3   | Kraft Grodno (b)            | 14 |   |   |   |        |        |       |      |              |
| 4   | Makabi Grodno               | 14 |   |   |   |        |        |       |      |              |
| 5   | Makabi Białystok            | 14 |   |   |   |        |        |       |      |              |
| 6   | WKS 76 PP Grodno            | 14 |   |   |   |        |        |       |      |              |
| 7   | Jutrznia Białystok (b)      | 14 |   |   |   |        |        |       |      |              |
| 8   | Cresovia Grodno             | 14 |   |   |   |        |        |       |      |              |

- Kolejność tabeli jest prawidłowa, podana na podstawie prasowego komunikatu BOZPN. Z powodu braku wyników poszczególnych meczów nie udało się skompletować wyników całej tabeli.
- Decyzją władz BOZPN nikt nie spadł do klasy B i żadna drużyna nie awansowała do klasy A.

### Eliminacje o Ligę
| Lp. | Drużyna             | M | Z | R | P | Bramki | Bramki | Różn. | Pkt. | Uwagi             |
| --- | ------------------- | - | - | - | - | ------ | ------ | ----- | ---- | ----------------- |
| 1   | WKS 82 pp Brześć    | 4 | 2 | 1 | 1 | 14     | 10     | +4    | 5    | awans do II rundy |
| 2   | WKS 42 pp Białystok | 4 | 2 | 1 | 1 | 10     | 7      | +3    | 5    |                   |
| 3   | Ognisko Wilno       | 4 | 1 | 0 | 3 | 7      | 14     | -7    | 2    |                   |

Mecze: 42 p.p. - 82 p.p. 2-2, 82 p.p. - Ognisko 0-2, Ognisko - 82 p.p. 4-8, 82 p.p. - 42 p.p. 4-2, 42 p.p. - Ognisko 1-0,  Ognisko - 42 p.p. 5-1, Mecz play-off w Grodno: 82 p.p. Brześć - 42 p.p. Białystok 2-1.

## Mecze
- Zestawienie niekompletne, wyniki meczów właściwe, mogą być nieścisłości odnośnie daty rozgrywania danego spotkania. [1]

| Mecze i wyniki | Mecze i wyniki       | Mecze i wyniki       | Mecze i wyniki | Mecze i wyniki | Mecze i wyniki     | Mecze i wyniki | Mecze i wyniki  | Pozycja w lidze | Pozycja w lidze | Pozycja w lidze |
| Lp. | Data                 | Rozgrywki            | F.             | D/W            | Przeciwnik         | Wynik          | Strzelcy bramek | M.              | P.              | B.              |
| --- | -------------------- | -------------------- | -------------- | -------------- | ------------------ | -------------- | --------------- | --------------- | --------------- | --------------- |
| {\displaystyle 1_{\ 43}^{\ }} | ?.?.1930 Białystok   | Klasa A - 1 kolejka  | -              | D              | Jutrznia Białystok | b.d.           |                 |                 |                 |                 |
| {\displaystyle 2_{\ 44}^{\ }} | ?.05.1930 Grodno     | Klasa A - 2 kolejka  | -              | W              | Makabi Grodno      | b.d.           |                 |                 |                 |                 |
| {\displaystyle 3_{\ 45}^{\ }} | 18.05.1930 Białystok | Klasa A - s kolejka  | -              | D              | Kraft Grodno       | 5:2            |                 | ?               | (2)             | (5:2)           |
| {\displaystyle 4_{\ 46}^{\ }} | ?.05.1930 Grodno     | Klasa A - 4 kolejka  | -              | W              | WKS 76PP Grodno    | 1:1            |                 | ?               | (3)             | (6:3)           |
| {\displaystyle 5_{\ 47}^{\ }} | ?.05.1930 Grodno     | Klasa A - 5 kolejka  | -              | W              | Cresovia Grodno    | 2:2            |                 | ?               | (4)             | (8:5)           |
| {\displaystyle 6_{\ 48}^{\ }} | ?.05.1930 Białystok  | Klasa A - 6 kolejka  | -              | D              | ŻKS Białystok      | 5:5            |                 | ?               | (5)             | (13:10)         |
| {\displaystyle 7_{\ 49}^{\ }} | ?.05.1930 Białystok  | Klasa A - 7 kolejka  | -              | W              | Makabi Białystok   | 5:2            |                 | ?               | (5)             | (15:15)         |
| {\displaystyle 8_{\ 50}^{\ }} | ?.?.1930 Białystok   | Klasa A - 8 kolejka  | -              | W              | Jutrznia Białystok | b.d.           |                 |                 |                 |                 |
| {\displaystyle 9_{\ 51}^{\ }} | ?.?.1930 Białystok   | Klasa A - 9 kolejka  | -              | D              | Makabi Grodno      | b.d.           |                 |                 |                 |                 |
| {\displaystyle 10_{\ 52}^{\ }} | ?.?.1930 Białystok   | Klasa A - 10 kolejka | -              | W              | Kraft Grodno       | 1:4            |                 | ?               | (7)             | (19:16)         |
| {\displaystyle 11_{\ 53}^{\ }} | ?.?.1930 Grodno      | Klasa A - 11 kolejka | -              | D              | WKS 76PP Grodno    | b.d.           |                 | ?               |                 |                 |
| {\displaystyle 12_{\ 54}^{\ }} | ?.05.1930 Grodno     | Klasa A - 12 kolejka | -              | D              | Cresovia Grodno    | 3:0(vo)        |                 | ?               | (9)             | (22:16)         |
| {\displaystyle 13_{\ 55}^{\ }} | ?.?.1930 Białystok   | Klasa A - 13 kolejka | -              | W              | ŻKS Białystok      | 0:2            |                 | ?               | (11)            | (24:16)         |
| {\displaystyle 14_{\ 56}^{\ }} | ?.?.1930 Białystok   | Klasa A - 14 kolejka | -              | D              | Makabi Białystok   | 3:0(vo)        |                 | ?               | (13)            | (27:16)         |
| {\displaystyle 15_{\ }^{\ }} | 7.09.1930 Białystok  | Eliminacje - 1 mecz  | -              | D              | Ognisko Wilno      | 1:0            | (karny)         | ?               | 2               | 1:0             |
| {\displaystyle 16_{\ }^{\ }} | ?.?.1930 Brześć      | Eliminacje - 2 mecz  | -              | W              | WKS 82PP Brześć    | 2:2            | Szacki 80' 88'  | 1               | 3               | 3:2             |
| {\displaystyle 17_{\ }^{\ }} | ?.?.1930 Wilno       | Eliminacje - 3 mecz  | -              | W              | Ognisko Wilno      | 1:5            |                 | 1               | 5               | 8:3             |
| {\displaystyle 18_{\ }^{\ }} | ?.?.1930 Białystok   | Eliminacje - 4 mecz  | -              | D              | WKS 82PP Brześć    | 2:4            | Sitko 25'       | 2               | 5               | 10:7            |
| {\displaystyle 19_{\ }^{\ }} | 2.11.1930 Siedlce    | Eliminacje - 5 mecz  | -              | N              | WKS 82PP Brześć    | 2:1            |                 | 2               |                 |                 |
| {\displaystyle 1_{\ 3}^{\ 2}} - (1) Liczba meczów w sezonie, (2) wszystkie mecze na najwyższym poziomie rozgrywkowym, (3) wszystkie mecze w rozgrywkach ligowych (bez baraży) - rozgrywki ligowe, - rozgrywki pucharu polski, - rozgrywki pucharu ligi, - rozgrywki ligi europejskiej, - mecze barażowe lub eliminacyjne, - inne. |                      |                      |                |                |                    |                |                 |                 |                 |                 |

- Zgodnie z regulaminem przy równej ilości punktów rozegrano dodatkowy mecz o 1 miejsce. Mecz został rozegrany na neutralnym terenie w Siedlcach.

## Skład
| Nr   | Nazwisko                | Pozycja | Mecze | Bramki | Transfery |
| ---- | ----------------------- | ------- | ----- | ------ | --------- |
| b.d. | Józef Komendo-Borowski  | BR      |       |        |           |
| b.d. | Karol Kowalczyński      | BR      |       |        |           |
| b.d. | Władysław Kaufman       | OB      |       |        |           |
| b.d. | Małyszko                | OB      |       |        |           |
| b.d. | Kazimierz Szacki        | PO      |       |        |           |
| b.d. | Edward Skalimowski      | PO      |       |        |           |
| b.d. | Łapiński                | PO      |       |        |           |
| b.d. | Wolf                    | PO      |       |        |           |
| b.d. | Popławski               | PO      |       |        |           |
| b.d. | Korycki                 | NA      |       |        |           |
| b.d. | Kirchner                | NA      |       |        |           |
| b.d. | Ślusarczyk              | NA      |       |        |           |
| b.d. | Woronowicz              | NA      |       |        |           |
| b.d. | Sańko                   | NA      |       |        |           |
| b.d. | Sitko                   | NA      |       |        |           |
| b.d. | Szydłowski              | NA      |       |        |           |
| b.d. | Antoni Komendo-Borowski | NA      |       |        |           |